# Caixa de Água da Rua Nova
A Caixa de Água da Rua Nova é um monumento de Évora, localizado na freguesia de Évora (São Mamede, Sé, São Pedro e Santo Antão).
A Caixa de água da Rua Nova está classificada como Imóvel de Interesse Público desde 1922.

## Características
Obra arquitectónica e escultórica, construída por meados do século XVI, é uma parte do Aqueduto da Água de Prata, que atravessa a cidade.
Um monumento de linhas bastante simples, que comprova a sua função mais utilitária, ao invés de uma função mais estética. As suas colunas, em estilo toscano, possuem capitéis bastante simples e pouco ornamentados.
A Caixa de Água da Rua Nova é parte integrante do Centro Histórico de Évora, classificado pela UNESCO como Património Mundial da Humanidade.

## Projeto
A obra foi projetada pelo arquitecto maneirista Miguel de Arruda.

## Classificação
A Caixa de Água foi classificada como edifício de valor artístico, arqueológico e histórico pelo Decreto n.º 8252, de 10 de julho de 1922, confirmado pelos artigos 115.º e 119.º do Decreto n.º 11445, de 13 de fevereiro de 1926, que aprovou o Regulamento da Lei n.º 1700, de 18 de dezembro de 1924.